# Interazione uomo-computer
L'interazione uomo-computer (in inglese human-computer interaction, HCI) anche detta interazione uomo-macchina (traduzione di senso più ampio, ma oramai ampiamente utilizzata in letteratura nel campo informatico) è lo studio dell'interazione tra le persone (utenti) e computer per la progettazione e lo sviluppo di sistemi interattivi che siano usabili, affidabili e che supportino e facilitino le attività umane.
Il sempre maggior uso di applicazioni informatiche richiede una progettazione che sappia tenere conto dei vari possibili contesti d'uso, degli obiettivi degli utenti e delle nuove tecnologie di interazione. L'informatica perciò, diventa sempre più una disciplina interattiva e orientata alla comunicazione con gli utenti.
Lo studio approfondito dell'interazione copre aspetti di psicologia, scienze cognitive, ergonomia, design, informatica, intelligenza artificiale, linguaggio naturale ed altre materie

## Storia
I primi calcolatori avevano poco di interattivo con gli utenti. La nascita dell'interazione con i computer coincide con la nascita degli schermi grafici e con la possibilità di interagire con essi. La tesi di dottorato nel 1963 al Massachusetts Institute of Technology (MIT) di Ivan Sutherland fornisce, probabilmente, la prima interfaccia utente grafica interattiva con SketchPad. Questo sistema consentiva la manipolazione di oggetti grafici tramite una penna ottica.
Molte delle tecniche di interazione grafica vengono introdotte negli anni settanta nel laboratorio di ricerca della Xerox Parc. Nel 1981 appare sul mercato il primo sistema commerciale con il supporto della manipolazione diretta: Xerox Star; nel 1982 verrà seguito da Apple Lisa e nel 1984 dal Macintosh. Gli schermi grafici portarono anche all'introduzione di dispositivi che facilitavano l'interazione con essi: il più conosciuto è il mouse, inventato negli anni sessanta.
Insieme a schermi e mouse fu ben presto chiara la necessità di avere a disposizione tecniche che consentissero l'efficienza nel lavoro degli utenti e quindi furono introdotti i sistemi a finestre. I primi furono sviluppati dalla Xerox Parc e furono lo Smalltalk e l'Interlisp che vennero adottati sia dallo Xerox Star che dall'Apple Lisa. Sempre negli anni settanta nasce al MIT l'X Window System. A consacrare il successo delle interfacce grafiche si ha, nel 1985, la prima versione di Microsoft Windows. Si affermano così le interfacce WIMP che diventano gli ambienti con cui ancora oggi si interagisce col computer.
La storia del rapporto tra uomo e macchina ha origine però ben prima dell'avvento della tecnologia, come noi la intendiamo oggi. Se è vero che l'uomo moderno si è adattato alle nuove scoperte e all'utilizzo del computer velocemente è anche vero che l'uomo "antico" non ha attuato un processo di ambientazione con le macchine altrettanto rapido.
L'esordio dei conflitti tra questi 2 grandi protagonisti della storia ha luogo indicativamente nella rivoluzione scientifica, durante il sedicesimo secolo. L'avvento di nuove forme inorganiche nel mondo scientifico è stato una delle tante cause che in seguito, circa due secoli dopo, ha portato alla rivoluzione industriale e in seguito alla "seconda rivoluzione industriale". La grande differenza tra le macchine di questi tre periodi differenti consiste nella "quasi" autosufficienza che esse stesse hanno assunto nel corso del tempo. Nella rivoluzione scientifica l'uomo era ancora il protagonista del suo periodo, le macchine di quel tempo avevano bisogno di qualcuno che le utilizzasse e che le adoperasse. Basti pensare che il cannocchiale inventato da Galileo Galilei nel 1609, una delle più grandi invenzioni create durante questo movimento, aveva bisogno dello scienziato stesso che ci guardasse all'interno per avere uno scopo. Nel corso dei secoli successivi l'uomo si è, in una visione pessimistica, auto-eliminato inventando macchine che non avessero più stretto bisogno di lui. La rivoluzione industriale del diciottesimo secolo ha posto la macchina al centro del mondo ed ha allontanato l'uomo definitivamente da quella concezione che lui stesso aveva di sé durante tutto il medioevo-umanesimo-rinascimento. La locuzione latina "homo faber fortunae suae" è ancora applicabile per questo periodo in quanto l'uomo è ancora artefice del suo destino ma perde sempre più valore con l'evoluzione delle macchine, poiché queste, diventando autonome, rischiano di prendere il controllo del fato.
La macchina inizialmente sembrava aver ingannato le speranze riposte in lei dagli uomini: destinata ad alleviare le fatiche di quest'ultimi essa sembrava al contrario non fare altro che aggravarle. L'età della macchina, invece di essere l'età dell'oro per l'umanità, si rivelava inizialmente come l'età del ferro. La spola e i plettri si muovevano sì da soli, ma il tessitore restava, più che mai, incatenato al telaio. Invece di liberare l'uomo e di farne il "maestro e possessore della natura" la macchina trasformava l'uomo in uno schiavo della sua propria creazione. Inoltre, con un paradosso alquanto bizzarro, aumentando la potenza produttrice degli uomini, la macchina, certo, creava ricchezza, ma al tempo stesso diffondeva nel mondo la miseria. Infine la macchina, o per lo meno l'industria, sembrava distruggere il bello e creare il brutto. Gli uomini dovettero però arrendersi all'evidenza: la macchina – o almeno la macchina funzionante nelle condizioni economiche e sociali date – elevava potentemente il rendimento del lavoro, ma ciò andava a discapito dei lavoratori che furono investiti dalla disoccupazione. Spingendosi avanti la macchina rendeva il lavoro in certi termini più semplice (ciò che permetteva di sostituire l'artigiano o l'operaio ben qualificato con un banale manovale), ma lo disumanizzava, rendendolo tanto più monotono e ovviamente noioso; infine, la macchina, pur alleviando la pena degli uomini, cioè pur eliminando parzialmente il ricorso alla forza fisica dell'operaio e sostituendolo con l'applicazione di un'energia meccanica, sostituiva al ritmo umano, al ritmo vitale del lavoro, l'uniformità del ciclo meccanico che si poteva ripetere e riprodurre indefinitamente. In altre parole, le macchine non conoscendo la fatica potevano lavorare senza fermarsi, e senza ombra di dubbio gli uomini invece si stancavano.
Le origini del macchinismo si perdono in realtà nella notte dei tempi. D'altronde è possibile che la macchina, propriamente parlando, non abbia origini come per esempio non ne ha il linguaggio: l'uomo ha sempre posseduto utensili, così come ha sempre posseduto il linguaggio. Se però l'utensile non ha origine, la macchina ne ha certamente una. Ma non ha una origine storica. Poiché se sono certamente esistiti, se esistono ancora gruppi umani talmente primitivi o degenerati da ignorare ogni specie di macchina, in compenso, tutte le civiltà di cui possiamo studiare la storia si trovano già in possesso di questa, o per lo meno in possesso di apparecchi che, come il telaio, il forno, gli apparecchi a leva etc. Si pongono per così dire a metà strada tra l'utensile e la macchina propriamente detta. E tutte le grandi civiltà antiche possiedono, sia pure in numero infimo, vere e proprie macchine. Perciò il grande problema che preoccupa tanto la storia della civiltà quanto quella delle tecniche non è spiegare perché vi furono macchine in Egitto, in Grecia e a Roma, ma, al contrario, spiegare perché ve ne furono così poche, spiegare non il progresso, ma la stagnazione, spiegare in particolare come e perché l'ammirevole sviluppo della civiltà greca non sia stato né preceduto, né accompagnato, né seguito da uno sviluppo tecnico corrispondente.
Resta dunque da rispondere, in sintesi, al perché le innovazioni tecnologiche si siano sviluppate soltanto durante la rivoluzione scientifica nel sedicesimo secolo nonostante i fondamentali principi delle scienze e della fisica moderna erano già stati scoperti dalla scienza greca, quasi 2000 anni prima.
Si potrebbe dire, rispondendo a ciò, che se il mondo antico non ha sviluppato il macchinismo e in generale non ha fatto progredire la tecnica (fermandosi all'affermazione di vari principi e dimostrazioni), ciò è accaduto perché esso aveva ritenuto che si trattasse di cose di nessuna importanza. E se il mondo moderno lo ha fatto è perché gli è risultato che, al contrario, quella era la cosa più importante. L'uomo è un animale pigro e egli non detesta nulla quanto l'esercizio del pensiero. Anzi, salvo varie eccezioni, egli non pensa quando non ha veramente modo di fare altrimenti. A dirla tutta esistono pochi lavori per i quali l'assenza di macchine non possa essere supplita da dieci o ventimila manovali. In questo modo si possono svolgere lavori assai impegnativi come scavare canali, edificare dighe, costruire piramidi etc. E spingendosi ancora più avanti si possono eseguire lavori che nessuna macchina – neppure le più moderne, elaborate e potenti – saprebbero compiere al pari di come gli uomini saprebbero fare, nessuna gru in effetti potrebbe costruire le piramidi di Giza bene come hanno fatto gli antichi egizi. Questo è ciò che ha impedito al macchinismo di svilupparsi durante il potere dell'antica Grecia, molto probabilmente gli uomini di questo tempo non ritenevano necessario lo sviluppo e l'implemento dei principi da loro scoperti, o per lo meno non ritenevano essere una fatica disposta a compiere; cosa che invece gli uomini delle rivoluzioni trovavano inevitabile.
Tornando al rapporto uomo-macchina il filosofo francese Pierre-Maxime Schuhl si interroga chiedendosi: Dobbiamo condannare la macchina e – rassegnandoci d'altronde alla sua presenza – vantare la bellezza dell'artigianato e del ritorno alla terra? Schuhl non lo crede. A ragione di ciò egli sostiene, utilizzando la sua idea come precetto per gli altri, che la macchina, nel complesso, ha mantenuto la sua promessa: “essa ha effettivamente accresciuto (in una maniera forse troppo rapida o troppo brusca) la potenza dell'uomo e ne ha fatto quasi il "padrone e possessore della natura", che essa ha incontestabilmente aumentato il benessere e il livello di vita delle popolazioni dei paesi industriali, che gli orrori del periodo eroico del capitalismo appartengono al passato e che la legislazione industriale sempre più sviluppata, la protezione della donna e del figlio, la limitazione della durata del lavoro ed il miglioramento delle sue condizioni, soprattutto dopo la "seconda rivoluzione industriale", hanno dotato gli uomini di qualcosa che – ad eccezione di una piccola minoranza – non hanno mai posseduto, ossia del tempo libero (otium), e dunque della possibilità di accedere alla cultura. O, in casi estremi, di creare una cultura. Poiché non è dal lavoro che nasce la civiltà: essa nasce dal tempo libero.”
Il filosofo in altre parole mette l'accento sulla "seconda rivoluzione industriale" che ha chiuso l'età del ferro e inaugurato l'età della elettricità. Con essa infatti l'umanità ha lasciato il periodo tecnico della sua storia ed è entrata nel periodo tecnologico, periodo che ha i suoi caratteri propri, molto spesso opposti a quelli dell'epoca precedente.
“Si potrebbe aggiungere anche che sta all'uomo stesso sapere quale impiego farà della sua potenza e del suo tempo libero. In particolare, vorrà salvaguardare per l'individuo una zona di libertà e di vita "privata" oppure, tutto al contrario, opterà per la spersonalizzazione dell'uomo e per la sua immersione totale nel macchinismo? Ma la macchina, in quanto tale, non ha niente a che vedere con tutto questo: ci sono infatti civiltà come quella cinese o quella indù, che hanno rifiutato la personalizzazione senza mai avere conosciuto il macchinismo.” Afferma Schuhl.

## L'usabilità
Il principale obiettivo di questa disciplina è l'usabilità. L'usabilità, secondo la norma ISO 9241 è la misura con cui un prodotto può essere usato da specifici utenti, per raggiungere specifici obiettivi con efficacia, efficienza e soddisfazione in uno specifico contesto d'uso. I motivi per cui l'usabilità è importante sono:
- aumenta l'efficienza degli utenti (più produttività)
- si riducono gli errori (aumenta la sicurezza)
- si riduce il bisogno di addestramento (meno costi)
- si riduce il bisogno di supporto degli utenti
- aumenta le vendite

Un concetto distinto è il concetto di accessibilità.
Un sistema informatico è accessibile se può essere usato da tutti, compresi i disabili. Accedere all'informazione tuttavia non basta, il sistema deve poi essere anche utilizzabile: l'accessibilità è perciò un prerequisito all'usabilità (un sistema non si può usare se non è accessibile).

## L'interazione
Per capire cos'è lo human-computer interaction e l'usabilità bisogna far riferimento al modello di Norman. Egli identifica le fasi principali nell'interazione utente-calcolatore:
- formulare l'obiettivo
- formulare l'intenzione
- identificare l'azione
- eseguire l'azione
- percepire lo stato del sistema
- interpretare lo stato del sistema
- valutare il risultato rispetto all'obiettivo

Un principio fondamentale è capire gli utenti e i compiti che intendono svolgere. Le interfacce utente devono consentire tali compiti nel modo più immediato e intuitivo possibile. Perciò è importante anche la fase dell'analisi dei compiti. Per capire questo è importante coinvolgere nella progettazione l'utente finale: attraverso interviste, sondaggi, questionari, ecc.

## La progettazione
La progettazione di interfacce è orientata alla comunicazione con gli utenti finali. Lo scopo è di selezionare gli elementi attentamente, definire soluzioni chiare, economiche, convincenti, apprendibili velocemente. Una progettazione efficace è in grado di ridurre gli elementi alla loro essenza, regolarizzarli in modo da favorire la loro interpretazione e combinarli in modo da sfruttarli al massimo. Un esempio di massima sfruttabilità è la barra orizzontale in alto delle finestre: quanti compiti può supportare in così poco spazio! Un altro aspetto importante nella progettazione di interfacce utenti è come strutturare la presentazione. Il progettista deve cercare di raggruppare elementi, creare gerarchie, rappresentare relazioni, indicare ordinamenti tra elementi e alla fine, trovare un equilibrio complessivo.

## Interfacce a adattamento
Diventa spesso necessario che le interfacce utenti si sappiano adattare al contesto d'uso, che si può considerare sotto tre punti di vista: quelli relativo all'utente, al dispositivo e all'ambiente. Per quanto riguarda l'utente, aspetti importanti sono gli obiettivi e i relativi compiti, le preferenze e il livello di conoscenza. Nel dispositivo è importante considerare le modalità supportate, l'ampiezza e la risoluzione dello schermo, le capacità e velocità di connessione con altri dispositivi. Infine l'ambiente che ha vari aspetti che influenzano l'interazione come il livello di rumore e di luce corrente o gli oggetti che sono disponibili.
Vi sono due tipologie di adattamento:
- l'adattabilità, ossia la capacità di modificare aspetti su richiesta esplicita dell'utente
- l'adattività, ossia la capacità del sistema di modificare aspetti dinamicamente, senza esplicita richiesta dell'utente.

Gli elementi per effettuare l'adattabilità di un'interfaccia utente sono:
- le presentazioni (il layout, gli attributi grafici, ecc.)
- il comportamento dinamico (modalità di navigazione, ecc)
- il contenuto dell'informazione fornita

## Le interfacce multi-dispositivo
Una delle principali problematiche che ha impatto sulle interfacce utenti è la continua immissione sul mercato di nuove tipologie di dispositivi interattivi; interagire con essi diventa sempre più un'esperienza multi-dispositivo. Quando un sistema supporta modalità multiple (esempio: l'interazione vocale e grafica), le tecniche implementative devono tener conto dei diversi modi di combinare le modalità: complementare (entrambe le modalità sono usate in modo sinergico), assegnamento (una specifica modalità deve essere utilizzata per realizzare un certo scopo), ridondanza (più modalità sono usate per ottenere lo stesso scopo).

## Conclusioni e tendenze evolutive
La continua introduzione di nuovi dispositivi interattivi informatici nelle nostre case, uffici, auto, luoghi di commercio e turismo, implica la necessità di progettare una usabilità pervasiva nei vari contesti di utilizzo. Questo apre la possibilità di creare in futuro servizi migratori, ovvero servizi interattivi che seguono l'utente nei suoi spostamenti e che si adattano ai nuovi dispositivi disponibili nei nuovi ambienti in cui l'utente si viene a trovare. La comunicazione uomo-computer mira perciò a essere simile, se non uguale alla comunicazione tra esseri umani e conduce all'affermazione del paradigma dell'interazione naturale che garantisce l'usabilità in quanto estremamente immediato e spontaneo.